# 파양호 대전
파양호 대전(鄱陽湖大戰)은 1363년 8월 30일부터 10월 4일까지, 중국 포양호(鄱陽湖)에서 일어난 주원장(朱元璋)과 진우량(陳友諒) 사이의 호상(湖上) 전투이다. 이 싸움으로 진우량은 전사하고, 주원장은 서방으로부터의 위협을 제거하고 강남을 평정할 수 있는 기초를 다졌고, 이후 원을 북쪽으로 몰아내고 명 왕조를 수립하는 데 유리한 조건을 만들게 되었다.
또한 파양호 대전은 중세 세계 최대 규모의 수전(水戰)으로 여겨지기도 한다.

## 배경
100여 년에 걸쳐 중국 대륙을 지배하고 있던 원 왕조는 14세기에 이르러 차츰 기울었다. 원 지정(至正) 11년(1351년) 유복통(劉福通)이 홍건적을 일으킨 것을 시작으로, 각지에서 떼를 지어 농민반란이 일어났다. 강남 지역 각지에서 일어난 반원 무장봉기 역시 잇따라 성공을 거두었다. 장강(長江) 중하류 유역에서는 호북(湖北)의 무창(武昌, 지금의 우한시)을 거점으로 한(漢)을 선포한 진우량이나 응천부(應天府, 지금의 난징)를 거점으로 하고 있던 오국공(吳國公) 주원장, 평강(平江, 지금의 쑤저우시)을 거점으로 오왕(吳王)을 자처하고 있던 장사성(張士誠)이 강대한 세 축을 이루고 있었다. 이들의 관할 구역은 서로 인접해 있었고 서로 군사력을 동원해 무력으로 합병해 나갔다.
지정 15년(1355년), 이제까지 도적이나 다를 것이 없었던 주원장의 군은 남쪽으로 내려와 장강을 넘어 원 왕조가 지배하고 있던 태평(太平, 오늘날의 당투현)을 빼앗고 이어 1356년에 집경(集慶)을 함락시키고 응천부라 이름을 바꾼 뒤, 머지않아 그곳을 근거지로 삼았다. 그러나 1360년 강주(江州, 지금의 주장시)를 근거지로 하고 힘을 떨치고 있던 진우량에게 태평을 빼앗기고 말았다. 앞서 진우량은 지정 17년(1357년) 9월 예문준(倪文俊)을 습격해 죽이고 선위사(宣慰使)를 자칭하면서 추보승(鄒普勝)을 태사(太師), 장필선(張必先)을 승상으로 삼고, 병사를 일으켜 남쪽으로 내려와 원의 강서(江西) 여러 로(路)를 함락시켜 세력을 불렸으며, 서수휘(徐壽輝)를 맞아 주군으로 삼고 수도를 강주로 옮긴 진우량은 곧 서수휘를 협박해 그 자신이 한왕(漢王)을 자칭하고 강주를 수도로 삼아 국호를 한, 연호를 대의(大義)라 선포하였다. 지정 20년(1360년) 진우량은 동쪽으로 주원장을 공격하러 나섰고, 아울러 가는 길에 주군이었던 서수휘를 암살하고 자신이 황제가 되었다. 진우량은 주원장 세력의 장강 태평의 방어선을 뚫었고, 태평을 빼앗은 진우량은 나아가 응천부까지 밀고 들어 왔으며, 양측은 응천부 서북쪽의 용만(龍灣)에서 전투를 벌였다. 이때 진우량은 주원장에게 패하고 물러났는데, 전투 당시 공교롭게도 강물은 썰물이었고 진우량이 거느렸던 1백 척의 거대한 전함들이 물 밑바닥에 걸리는 바람에 진우량은 패하고 강주로 물러날 수밖에 없었던 것이다. 이로 인해 이제까지 우세였던 진우량과 주원장의 입장은 역전되었다.
지정 21년(1361년) 진우량은 안경(安慶), 강주(江州), 남창(南昌)이라는 거점을 주원장에게 빼앗기고, 무창까지 물러날 수밖에 없게 되었다.

## 전투의 시작
주원장이 남동쪽으로부터 쳐들어오는 장사성(張士誠)에 맞서기 위해 출정한 지정 23년(1363년) 4월, 진우량은 형세의 역전을 노리고 대형 전함 수백 척에 60만을 일컫는 대규모 선단을 거느리고 홍도(洪都, 남창)로 향했다. 진우량이 거느린 선단은 높이가 높지만 운항이 느린 누선이라는 대형 전함으로 이루어져 있었고, 「단칠」(丹漆) 즉 배를 붉게 옻칠하고 있었다고 한다. 진우량의 군은 수륙 협공으로 홍도를 포위했다. 주원장의 조카로 홍도를 지키고 있던 주문정(朱文正)과 장군 등유(鄧愈)는 화력을 구사하며 85일 동안을 버텼다. 그 사이에 주원장은 응천부로 돌아왔고, 7월에 이르러 흰색으로 칠한 선단과 20만 병력을 동원해 결전에 나섰다. 진우량도 남창을 포위하고 있는 것이 불리함을 깨닫고 파양호로 군을 이동시켰고, 양자는 드디어 충돌하게 되었다.

## 전투의 전개
아흐레만에 주원장의 선단은 남창에 도착했다. 파양호로 이동한 진우량의 선단은 대형 전함을 모아 배와 배를 사슬로 잇고 진을 치고 있었다.
주원장의 선단은 모두 11개 부대로 편재되어 대선이 가운데 있고 소형 선박들을 중심으로 화력을 중시하고 있었다. 나머지 보병대는 남창에 상륙해 남창의 수비군을 지원하였다. 나아가 주원장은 결전이 있기 나흘 전에 복병을 호수 어귀에 숨겨 두었다. 7월 20일(양력 8월 29일) 양군의 주력 부대가 파양호에서 대치, 다음날 새벽에 전투가 시작되었다. 이보다 사흘 전에 주원장측은 군선이 작고 병사도 적어서 열세에 처해 있었고, 진우량의 대형 전함인 누선이 높은 위치에서 돌을 날리며 주원장측의 군선을 공격하고 있었다. 이 공격으로 주원장 자신이 탄 배도 파손되어 위험에 처하였으나 금의위(錦衣衛) 소속 전선에 의해 주원장은 무사할 수 있었다.
소형 선박이 많았던 주원장의 선단은 이러한 진우량의 대형 전함의 공격에 두려움을 느꼈기에 싸움은 불리하였으며, 진우량의 부하로 용장(勇將)으로 이름난 장군 장정변(張定邊)이 일시에 주원장의 기함(旗艦)에 육박해 들어 오는 등 고전하였다. 그러나 진우량측은 앞서의 남창에서의 장기 포위전으로 지쳐 있었고, 주원장이 곽흥(郭興)의 건의를 받아들여 화공(火攻)과 투석기를 사용하기 시작했다. 유통해(兪通海)가 거느리는 화포(火砲) 선단이 둔중한 진우량의 선박들을 차례대로 불태우는 등, 싸움의 주도권은 서서히 주원장에게로 옮겨가고 있었다. 전투 나흘째(양력 9월 2일)에 이르렀을 때 진우량측의 누선과 함선 20여 척이 불탔고, 최소한 2만 5천 명에 이르는 진우량측 군사들이 전사했다. 진우량의 동생인 진우인(陳友仁), 진우귀(陳友貴) 및 그 평장(平章) 진보략(陳普略) 등도 전사했다.
또한 전투 사흘째, 갑자기 불어온 동북풍에 주원장은 결사대로 조직한 화선(火船) 일곱 척을 진우량 함대로 돌진시켰고, 때마침 불어온 강풍으로 밀집해 있던 대형 선박들은 불타버렸다. 「연기와 불꽃은 하늘에 가득하고, 호수는 여기저기 핏빛으로 물들었다」는 지옥도가 연출되고 있었다. 진우량의 군은 참수된 자가 2천여 급에 물에 빠져 죽거나 불에 타 죽은 자도 셀 수 없을 정도였으며 거의 궤멸적인 피해를 입고 물러나게 되었다. 나아가 진우량의 동생으로 용맹과 지략이 뛰어나다는 평을 받고 있던 진우인이 이 전투에서 사망한 것은 진우량 군대의 사기를 급격히 저하시켰다.
파양호는 가을 햇볕으로 인해 수위가 낮아져 있었고, 진우량의 군이 거느리고 온 대형 선박들은 습기를 많이 흡수해 무거워져서 호수 바닥에 닿기도 하는 등의 이유로 물가에 닿을 수 없었다. 주원장의 선단에 속한 배들은 작고 속도가 빨라 공격이 유리하였고 물가에 접안해 오랫동안 버티며 싸울 수도 있었다. 8월 하순에 주원장의 육군이 남창을 구해냈으며 일부 주원장측의 군사들이 감강(贛江), 장강(長江) 등지로 철수하고 일부 함대는 남아서 진우량의 군대와 계속 싸우며 보병이 와서 수륙(水陸) 포위망을 완성하기를 기다리고 있었다. 그리고 8월 26일(양력 10월 4일) 진우량은 주원장군의 포위망을 돌파해 무창으로 도망치려 했으나 주원장이 호수 어귀에 숨겨 두었던 복병에 가로막혀 또 다시 며칠 동안 대치하지 않으면 안 되었다. 병참선도 끊어지고, 진우량의 군대에서는 쓰러져 죽거나 달아나는 자가 속출하였다. 진우량은 호수 어귀를 돌파하려다 화살에 맞아 전사했다. 진우량이 거느리고 왔던 군세 가운데 2만 명이 죽고 50만 명의 군사들은 무너져 흩어져버렸다. 일부가 무창으로 돌아오는데 성공했으나, 대장을 잃은 공백은 컸고, 이듬해 2월 주원장은 군사를 거느리고 무창을 포위 공격했다. 결국 그 아들 진리(陳理)가 1364년에 주원장에게 항복하였다. 이로써 주원장은 진우량이 거느리고 있던 장강 중류의 광대한 지역을 점령하게 되었다. 그러나 이 전투에서 주원장측도 7천여 명의 병사를 잃었다.

## 전투의 결과와 의의
파양호 대전은 중국 전쟁사에서 소수 병력으로 승리를 거둔 유명한 전례였다. 주원장은 진우량의 대병력이 견고한 남창성을 오랫동안 공격하다가 좌절된 상황에서 파양호 입구를 막아 퇴로를 차단하고, 병력을 집중시켜 화공(火攻)으로 그 주력을 섬멸하며, 후방의 수륙 양쪽 길을 차단하고, 포위망을 뚫으려는 진우량의 대군을 전멸시키는데 성공했다. 이 전투로 주원장은 강남을 통일할 수 있는 발판을 마련했다. 파양호 전투로 진우량 세력이 사라지고, 주원장의 주요한 적은 장사성과 원 조정만이 남게 되었다.

## 같이 보기
- 홍건적의 난
- 명의 나하추 정벌
- 부이르호 전투